# 勝手にシネマニア
勝手にシネマニアは、1995年4月1日からエフエム香川（FM香川）で毎週土曜日18:00 - 18:15に放送されているラジオ番組である。

## 概要
- 映画情報を紹介する。
- 番外編をストリーミング配信している。
- 2014年5月24日には1000回目の放送を行った。